# Legió XV Apollinaris

Mapa de l'Imperi romà l'any 125 dC, sota l'emperador Hadrià, que mostra la Legio XV Apollinaris, estacionada a Satala (Saddagh, Turquia), província de Capadòcia, des del 117 fins al

La Legió XV Apollinaris (quinzena legió «dedicada a Apol·lo») va ser una legió romana que podria haver estat fundada per Juli Cèsar l'any 53 aC, i la va posar a les ordres de Tit Labiè. Va lluitar a la Gàl·lia Cisalpina l'any 52 aC. L'any 50 aC la comandava directament un senador i tenia el campament a Aquileia. Quan Cèsar va passar el Rubicó i va entrar a Itàlia, la legió es va posar al costat de l'invasor. Cèsar la va enviar a lluitar a l'Àfrica, on, entre els anys 49 aC i 48 aC va ser totalment destruïda.
Potser es va tornar a organitzar de forma immediata, però sembla que no es va refer fins que Octavi la va refundar l'any 41 aC (o potser el 40 aC) per lluitar contra Sext Pompeu que havia ocupat Sicília i impedia el subministrament de blat a Roma. Li va posar el nom d'Apollinaris perquè Apol·lo era el déu que Octavi venerava més.
Després de la batalla d'Àccium la legió va ser enviada a Il·líria, on va establir el campament primer a Síscia (avui Sisak) i després a Emona. L'any 6 la XV Apollinaris va participar en la gran campanya dirigida per Tiberi contra el rei Marobod dels marcomans. Després de la batalla del bosc de Teutoburg l'any 9, la legió estava situada a Carnunt i potser també a Vindobona. Quan August va morir l'any 14 la XV Apollinaris havia fortificat Carnunt.
Va estar-se en aquella ciutat fins que Neró la va enviar a Síria i possiblement a Armènia l'any 61 o 62, uns territoris que havien estat conquerits als parts. Va establir el seu quarter general a Antioquia de l'Orontes. Quan es va acabar la guerra amb els parts, va anar a Alexandria, i aviat va participar en la terrible guerra coneguda com a Primera Guerra Judeo-romana, on va ocupar les ciutats de Jotapata i Gamala. Aquesta legió va fer presoner al general jueu Flavi Josep, que després seria conegut com a historiador. En aquest període Tit, que després seria emperador, comandava la legió.
La legió es va quedar a Jerusalem fins a l'any 71, quan va tornar a Carnunt, on va reconstruir la fortalesa. Algunes vexillationes d'aquesta legió van lluitar a les guerres dàcies, quan Trajà era emperador, però el gruix de la legió no es va moure de Pannònia.
L'any 114 van tornar a esclatar les guerres pàrtiques, i la XV Apollinaris juntament amb la XXX Ulpia Victrix va ser enviada a Mesopotàmia, on van conquerir el territori i el van convertir en província romana. La XV Apollinaris es va quedar a l¡orient, i va establir campament a Satala, a Capadòcia. Una part de la legió estava situada a Trapezus, a la costa de la mar Negra, i a Ancira. Aquesta legió, des d'aquestes bases, va tenir un paper important per aturar la invasió dels alans l'any 134.
L'any 162 es van tornar a enfrontar Roma i l'Imperi Part, i l'emperador Luci Ver va emprendre una campanya on la XV Apollinaris hi va jugar un bon paper. Una vexillatio d'aquesta legió i de la XII Fulminata van ocupar Artàxata. L'any 175 el general Avidi Cassi es va revoltar contra Marc Aureli, però la XV Apollinaris no el va seguir. L'emperador li va donar el títol de Pia Fidelis ('fidel i lleial').
No es coneixen amb detall les vicissituds de la legió a partir de la dinastia Severa. Es quasi segur que va participar en les campanyes de Septimi Sever contra els parts, i possiblement va ser una de les legions que van ocupar Ctesifont, la capital de l'Imperi Part. Podria haver participat en la guerra de Caracal·la contra els parts i en la d'Alexandre Sever contra el nou Imperi Sassànida. Segurament va tenir algun paper a les contraofensives d'Odenat (261-267) i Dioclecià (284-305), que van estabilitzar les fronteres, i van signar un tractat de pau l'any 298, pel qual els perses renunciaven a la part romana de Mesopotàmia.
Se sap amb certesa que a inicis del segle v era a Satala, però no operava a Trapezus, que estava vigilada per la Legió I Pontica. Probablement l'emblema de la Legió XV Apollinaris era una figura d'Apol·lo o més aviat un griu, animal sagrat dedicat a aquest déu.